# Miss Annie Rooney

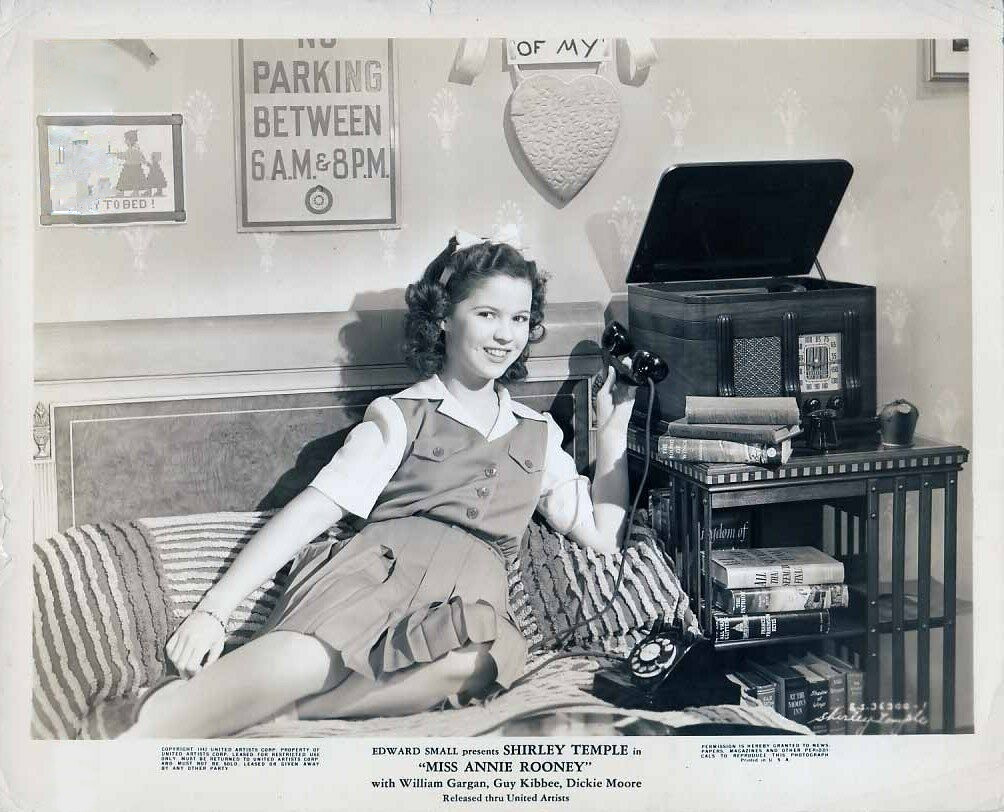
Shirley Temple, photo promotionelle pour le film.

Miss Annie Rooney est un film américain réalisé par Edwin L. Marin, sorti en 1942.

## Synopsis
Annie Rooney, la fille de 14 ans d'un vendeur en difficulté financière, tombe amoureuse du riche Marty White, 16 ans. Alors qu'au début, les amis de Marty tournent le dos à Annie, ses talents de danseuse impressionnent, et bientôt, elle s'intègre dans leur cercle. La riche mère et le père de Marty, qui possèdent une entreprise de fabrication de caoutchouc, ne sont pas aussi facilement convaincus de la valeur d'Annie. Mais lorsque son père parvient à inventer une nouvelle forme de caoutchouc synthétique, elle est définitivement acceptée.

## Fiche technique
- Réalisation : Edwin L. Marin
- Scénario : George Bruce
- Producteur : Edward Small
- Production : Edward Small Productions
- Photographie : Lester White
- Montage : Fred R. Feitshans Jr., Grant Whytock
- Musique : Darrell Calker (non crédité), Michel Michelet (non crédité), Clarence Wheeler (non crédité)
- Genre : Comédie dramatique[1],[2]
- Distributeur : United Artists
- Durée : 86 minutes
- Date de sortie : 29 mai 1942

## Distribution
- Shirley Temple : Annie Rooney
- William Gargan : Tim Rooney, son père
- Guy Kibbee : Grandpop, son grand-père
- Dickie Moore : Marty White
- Gloria Holden : Mrs. White, la mère de Marty
- Jonathan Hale : Mr. White, le père de Marty
- Peggy Ryan : Myrtle
- Charles Coleman : Sidney
- Roland Dupree : Joey
- Mary Field : Mrs Metz
- George Lloyd : Burns
- Jan Buckingham : Madam Sylvia
- Selmer Jackson : Mr Thomas
- June Lockhart : Stella Bainbridge
- Edgar Dearing : Policier
- Shirley Mills : Audrey Hollis
- Byron Foulger : Mr. Randall (non crédité)